# Stemma di Bonaire
Lo stemma di Bonaire (Wapen van Bonaire in olandese) è lo stemma dell'omonima municipalità speciale dei Paesi Bassi caraibici.

## Storia
È stato istituito nel 1985 dal consiglio dell'isola di Bonaire, quando era ancora parte delle Antille Olandesi ed è rimasto lo stesso anche dopo lo scioglimento di quest'ultime e il successivo cambiamento dello status costituzionale di Bonaire in un comune speciale dei Paesi Bassi nel 2010.

## Descrizione
Lo stemma è costituito da uno scudo blu, sopra il quale è posta una corona d'oro a cinque foglie impreziosita da pietre rosse e blu. Al centro si trova un altro scudo più piccolo di colore argento, sul quale sono raffigurati una bussola stilizzata e una stella rossa a sei punte, elementi che compaiono già nella bandiera. Sotto lo scudo argentato è presente il timone di una nave, simbolo della tradizione nautica.
La bussola nera rappresenta la popolazione di Bonaire che proviene dai quattro angoli del mondo e la fama di cui godono i pescatori e marinai dell'isola.
La stella a sei punte, invece, rappresenta gli originari sei villaggi di Bonaire - Antriol, Nikiboko, Nort di Saliña, Kralendijk, Rincon e Tera Corá.